# Monaeses attenuatus
Monaeses attenuatus là một loài nhện trong họ Thomisidae.
Loài này thuộc chi Monaeses. Monaeses attenuatus được Octavius Pickard-Cambridge miêu tả năm 1899.